# RAF Saxa Vord
RRH Saxa Vord est une station radar de la Royal Air Force située sur l’île d’Unst, la plus septentrionale des îles Shetland en Écosse. Elle fut réactivée en 2018, après sa fermeture en 2006. La devise de la station "Praemoneo de Periculis" (Prémonition du danger) reflète son rôle.

## Historique

### Premières années
L'île d'Unst a joué un rôle important dans la défense du Royaume-Uni depuis le début de la Seconde Guerre mondiale. En 1945, il existait deux sites radar: l'un sur la colline de Saxa Vord et l'autre à Skaw, sur la côte est. Ce dernier est le plus ancien, construit en 1941, et faisait partie du réseau de radars Chain Home dans le cadre des défenses de la base de Sullom Voe. Skaw ferma ses portes en 1947. Dix ans plus tard, la 91e Unité des transmissions était formée et devenait pleinement opérationnelle le 5 octobre 1957.

### Guerre Froide
Le radar AMES Type 80 avait une portée beaucoup plus grande que les modèles précédents, permettant à Saxa Vord de fournir une couverture radar sur une grande étendue de la mer du Nord. Dans le cadre du système ROTOR, l’installation d’un Type 80 a commencé en 1955, mais ce dernier a été soufflée à 46 mètres de son emplacement par des vents atteignant 285 km/h en janvier 1956. Il fut donc remplacé par le nouveau Mark II. La No 91 Signals Unit, officiellement constituée à Saxa Vord le 27 septembre 1957, est déclarée opérationnelle le 5 octobre 1957 et visitée en 1960 par la reine Elizabeth II.
À ses débuts, le site était partagé avec la Royal Navy, qui travaillait dans le bâtiment de l'Amirauté. Dans les années suivantes, la RAF Saxa Vord était un élément essentiel de la défense aérienne britannique pendant la guerre froide. Pendant cette période, il y avait un jeu de chat et souris, à l'origine avec des Lightning, puis des F-4 Phantom et enfin des Tornado F3, interceptant des TU-95 soviétiques et les escortant hors de l'espace aérien britannique. La RAF Saxa Vord était composée de trois sites: le site domestique, le site technique et les logements destinés aux couples mariés appelés Setters Hill Estate (SHE).
Le site technique abritait à l'origine un radar de recherche de type 80, un radar de compte rendu de veille de type 14 et un radar altimètre de type 13. Le Type 80 a malheureusement été perdu en 1956 puis reconstruit, le radôme a quant à lui été construit en 1962. En 1979, il existait un radar de recherche 649 (type 96) et un altimètre HF200, qui devaient être remplacés par le Type 93 au milieu des années 1990 dans le cadre du nouveau système IUKADGE.
Lorsque le Type 93 est devenu obsolète, une nouvelle méthode radicale a été essayée. La RAF Saxa Vord faisait partie du secteur 1 de la région de défense aérienne du Royaume-Uni (la RAF couvrant la plus grande partie de la zone d'alerte précoce 12 de l'OTAN, soit environ 1 207 000 kilomètres carrés. Le secteur 1 était l'espace aérien situé au nord du 55e parallèle nord. En tant que poste de contrôle et de rapport (CR), il a transmis ses informations reçues (ainsi que la RAF Benbecula) au Centre des opérations de secteur (SOC/CRC) de RAF Buchan, qui a également reçu des informations du site danois situé sur les îles Féroé. Le site abritait également Shetland Radar, qui fournissait un service radar aux hélicoptères civils en transit entre Aberdeen/Sumburgh et Unst pour se rendre aux gisements de pétrole.
En 1984, la station, qui porte le numéro 91, est renommée RAF Saxa Vord. L’insigne de l’unité de transmission fut reprise par station qui garda la devise Praemoneo de periculis (en latin, j’avertis du danger),.

### Rétrogradation vers un statut de RRH
Entre 2000 et le 2 avril 2004 environ, la station était exploitée sous le nom de RRH Saxa Vord, à partir de la station mère, la RAF Buchan. Le 2 avril 2004, la RAF Saxa Vord est passée de statut de RRH à une station entièrement équipée, prenant le contrôle des radars de défense de la région. La RAF Buchan devait être rétrogradée en une tête de radar distante.

### Fermeture

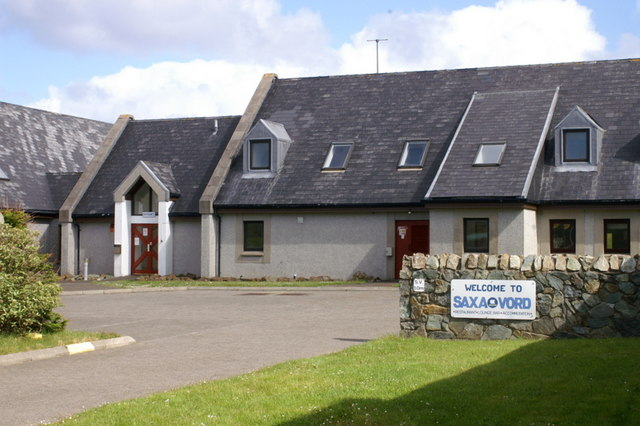
Saxa Vord Resort

La RAF Saxa Vord a fermé ses portes en avril 2006.
En avril 2007, Military Asset Management (MAM) a racheté le site de la RAF Saxa Vord, ainsi que la route menant au site intermédiaire.
Saxa Vord fut réaménagé pour devenir une nouvelle zone touristique : le premier « centre d'activité résidentiel du patrimoine naturel et culturel » de Grande-Bretagne, basé sur l'île de Unst.
La première phase comprend 20 maisons de vacances indépendantes et un dortoir de 16 chambres, ainsi qu’un restaurant et un bar. En 2008, un nouvel hôtel, des installations de loisirs et un programme de promenades guidées/discussions en soirée furent inaugurés.
La RAF Saxa Vord est plus au nord que Leningrad (aujourd'hui Saint-Pétersbourg) et à la même latitude qu'Anchorage, en Alaska. La station a été nommée d'après Saxa Vord, qui est la plus haute colline d'Unst à 285 mètres d'altitude. Elle détient le record britannique non officiel de vitesse du vent, qui a été enregistré à 317 km/h en 1992, juste avant que l'équipement de mesure ne s'envole.

## Réactivation du radar
En septembre 2017, le ministère de la Défense a confirmé que 10 millions de livres sterling seraient investis à Saxa Vord afin de réactiver le site en tant que RRH. Cette initiative vise à améliorer la couverture de l'espace aérien au nord du Royaume-Uni, en réponse à l'augmentation de l'activité militaire russe,. Les travaux ont débuté en octobre 2017 en vue de l'installation d'un nouveau système radar, impliquant le transfert d'un radar en bande L Lockheed Martin AN/TPS-77 à Saxa Vord depuis RRH Staxton Wold dans le North Yorkshire.
En janvier 2018, le chef d'état-major de la Force aérienne, Sir Stephen Hillier, s'est rendu sur les lieux pour examiner les progrès des travaux et le nouveau radar qui a atteint sa capacité opérationnelle initiale. Il devrait atteindre sa pleine capacité opérationnelle d'ici la fin de 2018,.
Une fois opérationnel, aucun personnel ne serait basé en permanence à Saxa Vord. Toutefois, des membres du personnel de la RAF et des sous-traitants se rendraient périodiquement sur le site à des fins de maintenance.